# Sandeep Karan Singh
Sandeep Karan Singh (* 5. Dezember 1985) ist ein indischer Leichtathlet, der sich auf den Mittelstreckenlauf spezialisiert hat.

## Sportliche Laufbahn
Erste internationale Erfahrungen sammelte Sandeep Karan Singh im Jahr 2009, als er bei den Hallenasienspielen in Hanoi in 8:12,78 min den vierten Platz im 3000-Meter-Lauf belegte. Im Jahr darauf schied er bei den Commonwealth Games in Neu-Delhi mit 3:44,55 min im Vorlauf über 1500 m aus und anschließend belegte er bei den Asienspielen in Guangzhou in 3:42,79 min den sechsten Platz. 2011 gelangte er bei den Militärweltspielen in Rio de Janeiro bis ins Halbfinale im 1500-Meter-Lauf und schied dort mit 3:55,59 min aus. 2013 wurde er bei den Asienmeisterschaften in Pune in 3:50,41 min Sechster und 2018 siegte er in 2:22:33 h beim Nashik-Marathon und wurde kurz darauf nach 1:08:03 h Zweiter beim Halbmarathon in Thane. Im August siegte er in 2:24:47 h beim Hyderabad-Marathon und im Dezember dann nach 2:22:18 h beim Mumbai Vasai-Virar Mayor Marathon.
In den Jahren 2010 und 2013 wurde Karan Singh indischer Meister im 1500-Meter-Lauf.

## Persönliche Bestzeiten
- 1500 Meter: 3:42,76 min, 26. Juni 2012 in Hyderabad
  - 3000 Meter (Halle): 8:12,78 min, 1. November 2009 in Hanoi
- 5000 Meter: 14:50,50 min, 30. Juli 2010 in Neu-Delhi
- Halbmarathon: 1:08:03 h, 11. Februar 2018 in Thane
- Marathon: 2:20:10 h, 20. Januar 2019 in Mumbai